# Ковач, Андраш
А́ндраш Ко́вач (венг. Kovács András; 20 июня 1925, Кидя, Румыния — 11 марта 2017, Будапешт, Венгрия) — венгерский кинорежиссёр, сценарист и актёр.

## Биография
В 1950 году окончил Академию театра и кино в Будапеште. В течение ряда лет был главным редактором киностудии «Хунния». В 1960 году дебютировал как режиссёр («Ливень»). В 1969—1981 годах — секретарь, а с 1981 года — председатель Союза работников кино и телевидения Венгрии. Член ВСРП с 1948 года.
Член жюри Пятого Московского международного кинофестиваля и 29-го Каннского кинофестиваля.
Сын — известный кинокритик Андраш Балинт Ковач (род. 1959).

## Избранная фильмография

### Режиссёр
- 1960 — Ливень / Zápor
- 1961 — Будапештские крыши / Pesti háztetök
- 1963 — Осенняя божья звезда / Isten öszi csillaga
- 1964 — Трудные люди / Nehéz emberek
- 1965 — Два портрета / (д/ф)
- 1965 — Сегодня или завтра / (д/ф)
- 1967 — Стены / Falak (в советском прокате «Дело Ласло Амбруша»)
- 1968 — Холодные дни / Hideg napok (в советском прокате «Облава в январе»)
- 1969 — Экстаз с 7 до 10 / Extázis 7-töl 10-ig (ТВ)
- 1970 — Эстафета / Staféta
- 1970 — Наследники / Örökösök
- 1972 — На венгерской равнине / A magyar ugaron
- 1972 — Встреча с Дьёрдем Лукачем / Találkozás Lukács Györggyel (ТВ)
- 1973 — Вместе с Михаем Кароем / Együtt Károlyi Mihállyal (ТВ)
- 1974 — С завязанными глазами / Bekötött szemmel
- 1975 — Чьё искусство? / Kié a müvészet
- 1976 — Лабиринт / Labirintus
- 1978 — Хозяин конезавода / A ménesgazda
- 1979 — Октябрьское воскресенье / Októberi vasárnap (с ФРГ)
- 1981 — Временный рай / Ideiglenes paradicsom
- 1983 — Влюблённые / Szeretök
- 1985 — Красная графиня / A vörös grófnö
- 1987 — Где-то в Венгрии / Valahol Magyarországon
- 1994 — Менеджер грез / Az álommenedzser

### Сценарист
- 1952 — Земмельвайс / Semmelweis
- 1964 — Трудные люди / Nehéz emberek
- 1967 — Стены / Falak
- 1968 — Холодные дни / Hideg napok (по Тибору Черешу, в советском прокате «Облава в январе»)
- 1969 — Экстаз с 7 до 10 / Extázis 7-töl 10-ig (ТВ)
- 1970 — Эстафета / Staféta
- 1972 — На венгерской равнине / A magyar ugaron
- 1974 — С завязанными глазами / Bekötött szemmel
- 1978 — Хозяин конезавода / A ménesgazda (по роману Иштвана Галля)
- 1979 — Октябрьское воскресенье / Októberi vasárnap
- 1981 — Временный рай / Ideiglenes paradicsom
- 1983 — Влюблённые / Szeretök
- 1985 — Красная графиня / A vörös grófnö
- 1987 — Где-то в Венгрии / Valahol Magyarországon
- 1994 — Менеджер грез / Az álommenedzser

### Актёр
- 1969 — Экстаз с 7 до 10 / Extázis 7-töl 10-ig (ТВ) — репортёр
- 1972 — Настоящее время / Jelenidö — Калоча
- 2005 — Сущий цирк / Kész cirkusz — трансвестит

## Награды
- 1962 — Премия имени Балажа
- 1965 — Премия имени Балажа
- 1966 — Главный приз на Кинофестиваля в Карловых Варах, гран-при «Хрустальный глобус» в тот год не присуждался[1] («Холодные дни»)
- 1966 — приз ФИПРЕССИ кинофестиваля в Карловых Варах («Холодные дни»)
- 1967 — Заслуженный артист ВНР
- 1970 — Премия имени Кошута
- 1975 — Специальный приз жюри кинофестиваля в Сан-Себастьяне («С завязанными глазами»)
- 1976 — Премия международного евангелического жюри 26-го Берлинского международного кинофестиваля («Лабиринт»)
- 1979 — номинация на приз «Золотой медведь» 29-го Берлинского международного кинофестиваля («Хозяин конезавода»)
- 1979 — приз кинофестиваля в Локарно («Хозяин конезавода»)
- 1980 — Народный артист ВНР
- 1981 — номинация на Золотой приз XII Московского международного кинофестиваля («Временный рай»)
- 1981 — Серебряный приз XII Московского международного кинофестиваля («Временный рай»)
- 1985 — номинация на Золотой приз XIV Московского международного кинофестиваля («Красная графиня»)